# Złotnik (dopływ Cienkówki)
Złotnik – potok, prawy dopływ Cienkówki.

## Położenie
Wypływa na wysokości 320 -325 m nad p. m. wśród pól uprawnych na północ od  Piotrowic Polskich.